# کانتون آرنییاس
کانتون آرنییاس (به اسپانیایی: Cantón Arenillas) یک منطقهٔ مسکونی در اکوادور است که در استان ال اورو واقع شده‌است.